# El Paso (Arkansas)
El Paso è una comunità non incorporata nella parte sudoccidentale della contea di White, Arkansas, Stati Uniti. Il suo nome è in spagnolo e significa "il passo", che si riferisce a una piccola fessura nelle colline sul bordo settentrionale della comunità. Il nome iniziale che venne dato all'insediamento era Peach Orchard Gap.

## Storia
Lo storico Southwest Trail, un percorso utilizzato dalla maggior parte dei viaggiatori che entravano in Arkansas all'inizio degli anni 1800, entrava a El Paso sull'odierna Arkansas Highway 5 da Floyd, quindi si dirigeva a Gibson attraverso l'Arkansas Highway 89, Tate's Mill Road e Batesville Pike Road. Verso gli anni 1830 oltre l'80% della popolazione del territorio dell'Arkansas era entrata attraverso il Southwest Trail. Il percorso è anche conosciuto come Old Military Road.